# Shachi
Shachi (sanskrt शची) božica je u hinduizmu, čija su druga imena Indrani, Aindri, Mahendri, Pulomaja i Poulomi. Ona je božica gnjeva i ljubomore, povezana s lavovima i slonovima te je opisana kao iznimno lijepa. Jedna je od sedam Matrika (božice majke).
Njezin je otac bio demon Puloman. Shachi se udala za boga Indru te su njihova djeca bog Jayanta i božica Jayanti.

## U džainizmu
U tradiciji džainizma, Shachi je spomenuta s Indrom u legendi koja opisuje rođenje jednog tirthankare.